# Stegnospermataceae
Stegnospermataceae is een botanische naam, voor een familie van tweezaadlobbige planten. Een familie onder deze naam wordt de laatste decennia met enige regelmaat erkend door systemen voor plantentaxonomie, waaronder het APG-systeem (1998) en het APG II-systeem (2003).
Het gaat dan om een heel kleine familie van planten die voorkomen in Centraal-Amerika en het Caraïbisch gebied.
De traditionele plaatsing van deze planten is in de familie Phytolaccaceae.